# سلسبیل
سلسبیل چشمه‌ای است در بهشت.

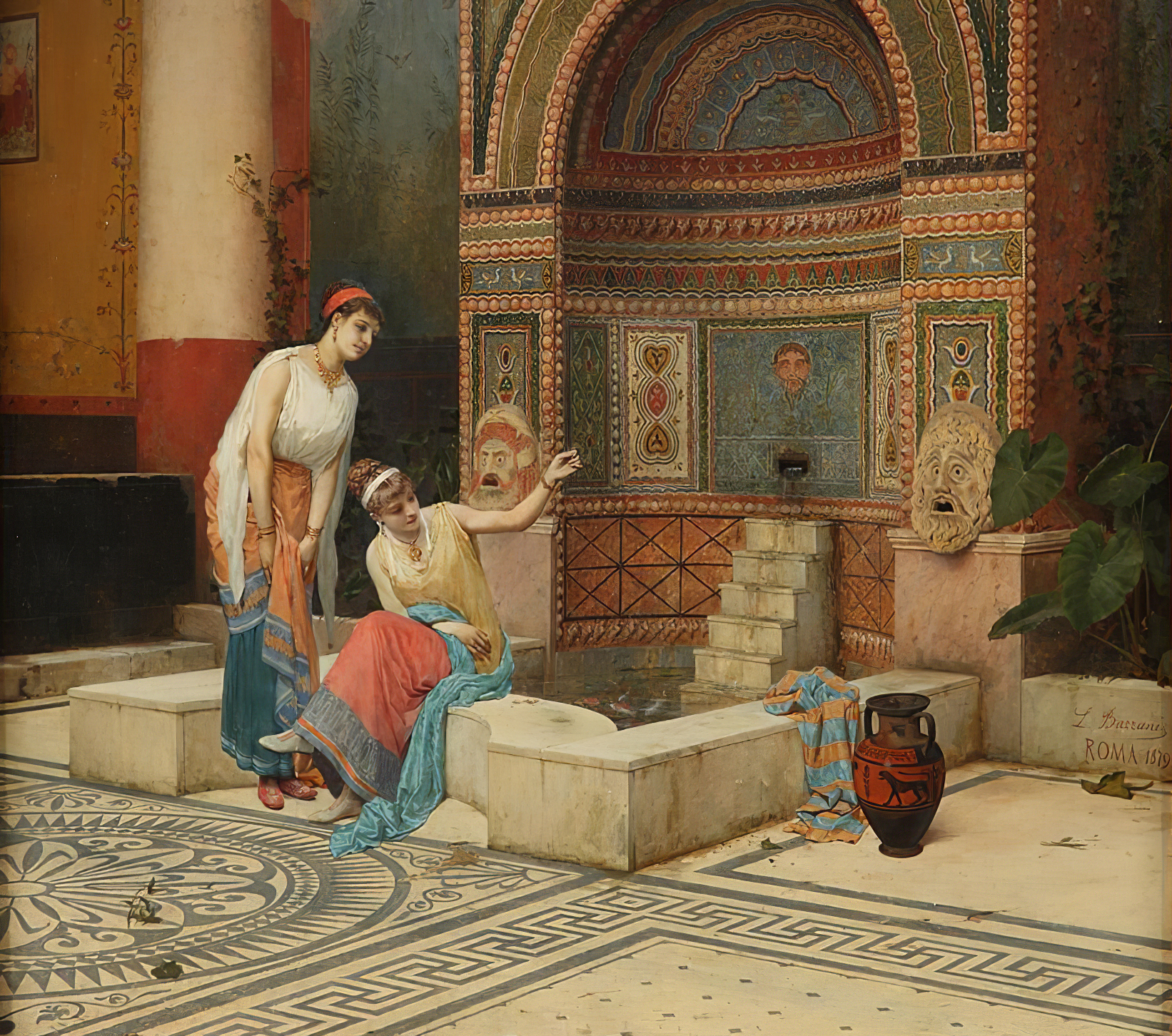
در این تصویر بالای پله ها چشمه دیده میشود و سبک معماری هم خوانی دارد

قرآن آیهٔ ۱۸ سوره انسان. ترجمه آیه به فارسی: در آنجا چشمه‌ای است که سلسبیلش نامند.
روایت است که سلسبیل در بهشت به امیرالمؤمنین داده شده‌است.
سلسبیل در فرهنگ فارسی به معنی های ۱ - نرم. ۲ - روان. ۳ - گوارا. ۴ - نام چشمه ای در بهشت است. [۳]
سلسبیل نام خیابانی است که در غرب تهران و  در منطقه ۱۰ شهرداری تهران قرار دارد.
مراسم برگزاری هیئت های عزاداری حسینی در این محل معروف است.